# J1000+0221

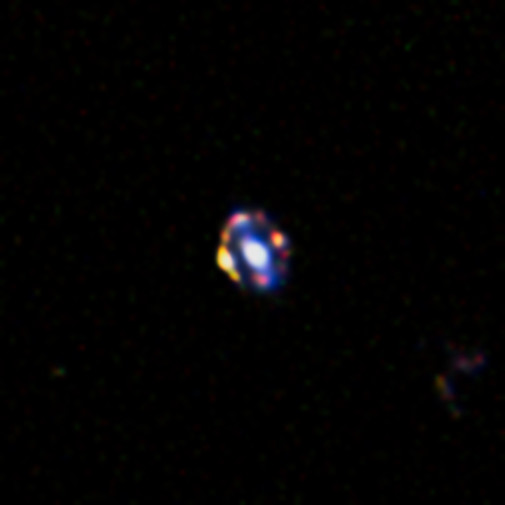
四重重力透鏡星系J1000+0221。Image credit: NASA / ESA / A. van der Wel

J1000+0221是IRC 0218 透鏡星系發現以前，距離地球最遠的重力透鏡星系，並且至今仍是距離地球最遠的四重重力透鏡影像星系。最近一個由任職於马克斯·普朗克天文研究所的 Arjen Van der Wel 博士帶領的團隊對該天體所做的研究成果於2013年10月21日在《天文物理期刊通訊》 出版。該團隊使用哈伯太空望遠鏡發現了這個產生四重重力透鏡影像的星系，並且可進一步測試愛因斯坦的廣義相對論。重力透鏡因為可將遙遠天體昏暗的亮度增強，可作為幫助天文學家觀測遙遠天體的天然透鏡 。